# Scalea
Scalea est une commune de la province de Cosenza, dans la région de Calabre, en Italie.

## Histoire
- Le château de Scalea

## Administration
| Période                                  | Période  | Identité    | Étiquette     | Qualité |
| ---------------------------------------- | -------- | ----------- | ------------- | ------- |
| 5 avril 2005                             | En cours | Mario Russo | Centro-Destra |         |
| Les données manquantes sont à compléter. |          |             |               |         |

### Communes limitrophes
Orsomarso, San Nicola Arcella, Santa Domenica Talao, Santa Maria del Cedro

## Personnalités nées à Scalea
- Antonio Cardillo
- Silvio Longobucco
- Anna Maria Maiolino
- Tonino Pulci